# Mclusky
Макласки је алтернативна рок музичка група из Кардифа, престонице Велса. Основана је 1996. године, а престала је са радом 2005. године. За то време издала је четири студијска албума. Све албуме су издали за издавачку кућу Too Pure Records.

## Чланови
- Енди „Фалко“ Фалкоус
- Џонатан Чепл
- Џек Иглстоун